# Некропола са стећцима Поткук
Некропола са стећцима Поткук је национални споменик Босне и Херцеговине. Налази се у Битуњи, општина Берковићи, Република Српска, Босна и Херцеговина. Национални споменик чини некропола са 243 стећка и мајдан (стијена) Кук. Од 15.07.2016. одлуком Комитета за свјетску Баштину Унеска некропола са стећцима Поткук уписана је на Листу свјетске културне баштине Унеска.

## Локација добра
Подручје Битуње се налази око 8 километара југоисточно од Стоца, а од општинског центра Берковића око 28 километара. Битуња се дијели на Доњу и Горњу Битуњу у којој је и заселак Забрђе. У Забрђе се стиже са пута Столац-Љубиње, скретање на источну страну код бетонске чатрње Новакиња.
Стећци Горње Битуње (Забрђа) ситуирани су на четири локалитета, позната под сљедећим називима: Поткук, Локве, Закук и Баба. Централни дио подручја на којем су некрополе је кречњачка стијена Кук која је кориштена као каменолом за околне некрополе.

## Опис добра
Некропола заузима простор од око 2800 метара квадратних. Некрополу чине 243 стећка. Осим 2 сандука са постољем исклесаних у једном комаду, 2 сљемењака и 5 масивних плоча, дужине и ширине преко 2 метра и висине до 0,3 метра, сви остали споменици су у облику сандука. Украшено је 45 споменика. Украси су изведени у плитком рељефу, изузев на неколико примјерака на којима су урађени техником урезивања. На украшавању споменика радило је више мајстора. Најчешћи је приказ јелена појединачно или лова.
Стећак бр. 15 је међу неколико репрезентативно украшених. Са сјеверне стране је фриз од двије линије које се преплићу и уоквирују седам елипсастих медаљона. У сваком је по једна птица. Испод фриза је мотив женског кола са 4 фигуре које се држе за руке. На једном крају је велика мушка фигура која држи у једној руци дугачак мач. Између жена су мале женске фигуре. Супротни крај кола завршава малом женском фигуром која има испружен велики длан у висини рамена. На јужној страни је приказ лова на јелена као на споменицима бр. 8 и 9. На западној страни је широк фриз од повијене лозице.

## Остале три некрополе

### Некропола Локве
Некропола Локве, које локално становништво зове Бунареви и Бријег, је прва од четири некрополе на коју се долази идући путем ка засеоку Забрђу. На њој је свега седам стећака (шест сандука и једна плоча). Проглашена је за Национални споменик Босне и Херцеговине.

### Некропола Закук
Некропола Закук се састоји од укупно 9 стећака у облику сандука. Евидентирана су четири украшена стећка. Проглашена је за Национални споменик Босне и Херцеговине.

### Некропола Баба
Некропола Баба се састоји од укупно 24 стећка. Једанаест стећака је украшено. Према основним облицима, сви су сандуци, од чега је једна трећина високих сандука, а шест стећака има постоље. Добро су обрађени. Проглашена је за Национални споменик Босне и Херцеговине.